# Grenztruppen der DDR

Flaga oddziałów Grenztruppen nad rzeką Łabą

Flaga oddziałów Grenzbrigade Küste

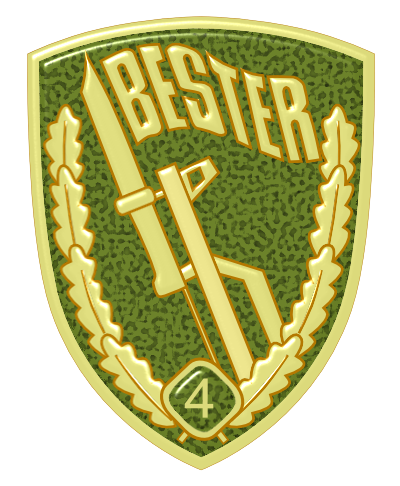
Oznaka rozpoznawcza

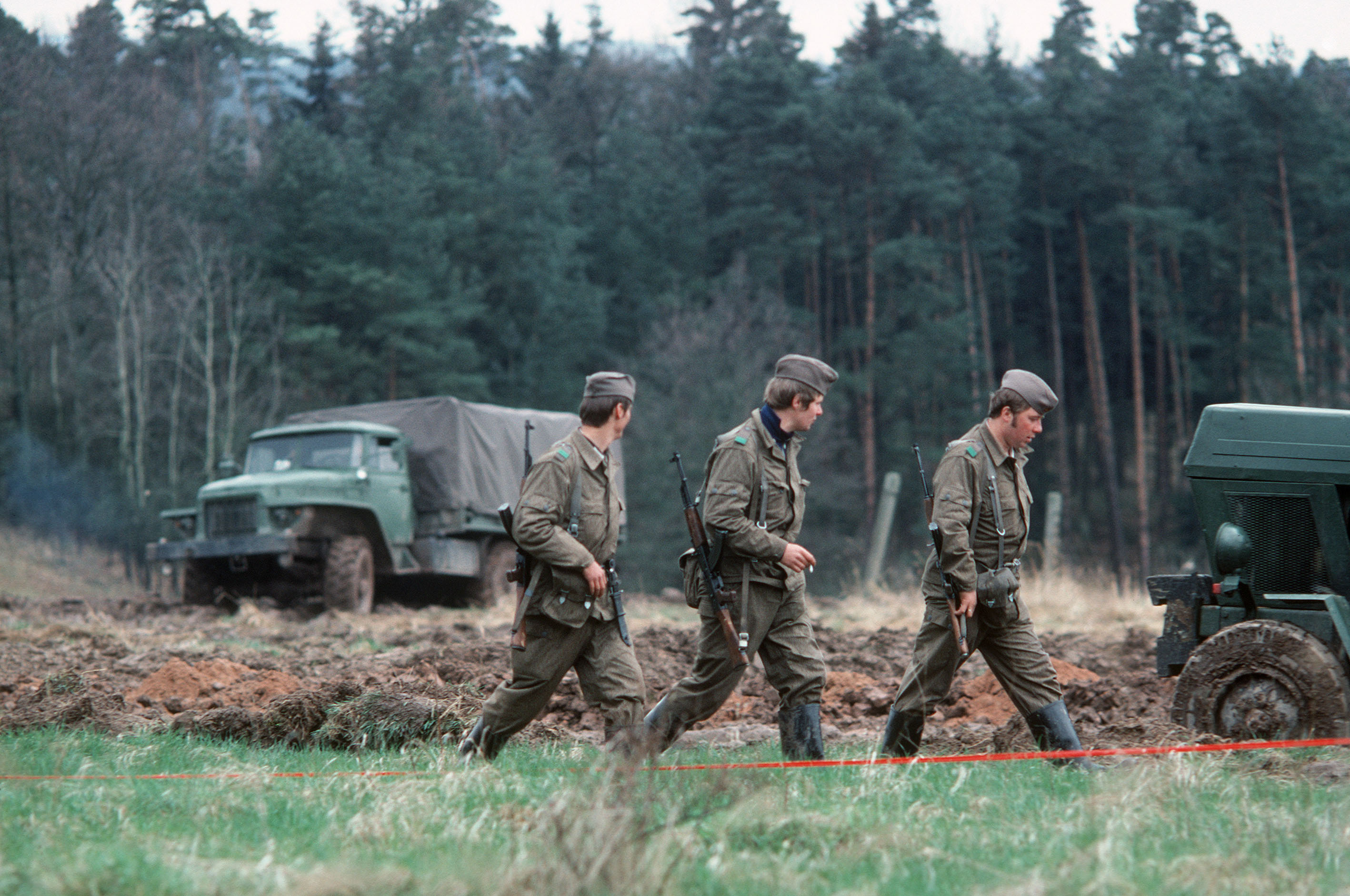
Patrol Grenztruppen der DDR

Grenztruppen der DDR (pol. Oddziały graniczne NRD) – instytucja będąca strażą graniczną NRD. Początkowo paramilitarna policja w radzieckiej strefie okupacyjnej pod nazwą Deutsche Grenzpolizei. Większość funkcjonariuszy pilnowała granicy wewnątrzniemieckiej.
Grenztruppen der DDR podlegały Ministerstwu Obrony NRD tworząc Bewaffnete Organe der DDR (Organy Zbrojne NRD) wraz z Nationale Volksarmee.

## Dowódcy Grenzentruppen der DDR
- 1952 – Richard Smolorz
- 1952–1955 – Hermann Gartmann
- 1955–1957 – Heinrich Stock
- 1957 – Hermann Gartmann
- 1957–1960 – Paul Ludwig
- 1960–1979 – Generaloberst Erich Peter
- 1979–1990 – Generaloberst Klaus-Dieter Baumgarten
- 1990 – Generalmajor Dieter Teichmann

## Struktura
6 brygad (Grenzbrigaden) wzdłuż granicy wewnątrzniemieckiej:
- Grenzbrigade 3 – Perleberg
- Grenzbrigade 5 – Kalbe (Milde)
- Grenzbrigade 7 – Magdeburg
- Grenzbrigade 9 – Erfurt
- Grenzbrigade 11 – Meiningen
- Grenzbrigade 13 – Rudolstadt

3 brygady wokół Berlina Zachodniego:
- Grenzbrigade 1 – Berlin-Treptow
- Grenzbrigade 2 – Groß Glienicke
- Grenzbrigade 4 – Potsdam (do 1966)

Pułk (Grenzregiment) wzdłuż granicy z PRL:
- Grenzregiment 18 – Frankfurt nad Odrą (w 1966 podzielony na bataliony)

Pułk wzdłuż granicy z Czechosłowacją:
- Grenzregiment 19 – Pirna (w 1966 podzielony na bataliony)

Brygada wzdłuż wybrzeża Bałtyku:
- Grenzbrigade Küste (pol. Wybrzeże) Rostock-Gehlsdorf